# Bunot
Bunot is een bestuurslaag in het regentschap Pidie Jaya van de provincie Atjeh, Indonesië. Bunot telt 288 inwoners (volkstelling 2010).